# Spaelotis obscura
Spaelotis obscura är en fjärilsart som beskrevs av Nikolaus Joseph Brahm 1791. Spaelotis obscura ingår i släktet Spaelotis och familjen nattflyn. Inga underarter finns listade i Catalogue of Life.